# Doleschallia jimena
Doleschallia jimena är en fjärilsart som beskrevs av Hans Fruhstorfer 1912. Doleschallia jimena ingår i släktet Doleschallia och familjen praktfjärilar. Inga underarter finns listade i Catalogue of Life.